# Kgalagadi South
Kgalagadi South è uno dei due sottodistretti del distretto di Kgalagadi nel Botswana.
La località più popolosa è Tsabong con 8.939 abitanti.

## Villaggi
- Bogogobo
- Bokspits
- Bray
- Gachibana
- Khisa
- Khuis
- Khwawa
- Kokotsha
- Kolonkwane
- Makopong
- Maleshe
- Maralaleng
- Maubelo
- Middlepits
- Omaweneno
- Phepheng/Draaihoek
- Rapples Pan
- Struizendam
- Tsabong
- Vaalhoek
- Werda

## Località
- Aberdeen
- Arizona
- Bantatetse
- Batlhwai
- Bedford's Farm 2
- Ben Org's Farm
- Benoud
- Berrybush
- Bertriek
- Bodulo
- Bogosing
- Bojosi
- Bokgetlho
- Bokgetlho
- Bokopano
- Bophelo
- Bophirima Game Reserve
- Botshabelo
- Camel's Camp
- Camp
- CDC Farm Boshoek
- CDC Farm Cordwa
- CDC Farm Dailyspan Section
- CDC Farm E.G.A. Section
- CDC Farm Laagte Section
- CDC Farm Webster's Section
- CDC Farm Westward Section
- Cheme
- Cornwall's Farm
- Deron/ Matlopi
- Didibana (Proposed)
- Dikantsi
- Dikantsi
- Dikbos
- Diker Grey
- Dikgamaneng
- Diphofu
- Diretsaneng / Seritshane
- Dithapelo
- Dithubaneng
- Drieertries
- Essex Farm
- Estrust
- Five Dunes Farm
- Flinks's Farm
- Fransedam's Farm
- Fredrick Bok's Farm
- Fredrick Matthy's Farm
- Gakugang
- Galopara
- Game Farm (NEW)
- Ganahoek Farm
- Geelpits Farm
- Gemsbok/Transfrontier Park
- Goleka
- Good Hope
- Government Ranch
- Gowa
- Harmas Matthy's Farm
- Hart Best
- Heartbeest
- Hereford Ranch (farm)
- Hoemoet
- Humutu
- Inverness Farm
- Inversnaid
- Jan Otseleng's Farm
- Janeng
- Jirwane
- Jirwane Pan
- Kabatsamanong
- Kakasi
- Kalkput's Farm
- Kebonye
- Kgengwe
- Khaneng
- Khaneng Cattle Post
- Kheikhei (K.K)
- Khoo pan
- Khubulabojang
- Khudugane
- Khudugane/Leherwane 1
- Khukwa/Sant Vyt
- Khwiane
- Kishane/Boro 4
- Klarface/Botsalano
- Klipdrift
- Kobodikhutshwane
- Koke
- Kokotshana
- Kolomape
- Kolonkwang Cattlepost
- Kotswane
- Kukame/Straolesfarm
- Kununoga
- Kuwe
- Kuwe
- Lazarus
- Leherwane 2
- Lekerdrik
- Lekolong
- Letlopi
- Leubeng
- Lobu Field Station
- Logagana
- Longvester Farm
- Loratle
- Mabogodinku
- Mabuasehube Camp
- Magading
- Magobe
- Magojwane
- Maiteko
- Makalamabedi/Valmot
- Makgadiketse
- Makunye
- Makutswane
- Malegong
- Mambata
- Mangongwe
- Manong
- Mapapele
- Mara
- Marakajwa
- Maratshane
- Marophi a Mapodisi
- Masamane Lands
- Mashawana
- Masitlwane
- Masitwane/Marope a Mapodisi
- Masitwasitwane
- Matlalo
- Matshwaoakgomo Farm (NEW)
- Matsobane
- Mc Carthy's Cattle Post
- Mc Carthy's Rust
- Mc Carthy's Rust Border Gate
- Metsiamantsho
- Metsimantsi
- Milkuel
- Minorsalt
- Mmaseletswae/Moseletswane
- Mmolaakgama
- Modipane
- Mogonono Farm
- Mokaje
- Mokaje/Morokrof
- Mokeleketare
- Mokgoro
- Mokoko
- Molapisi
- Molapowabojang
- Molatswana/ Khaikhai
- Monmouth Farm
- Mooi-Draai 1/Hilane
- Mooi-Draai 2
- Morabeng
- Moraka
- Morestres/Backsten
- Morobane
- Morokotswane
- Moselewapula
- Moshaaphofu
- Motana
- Motaung
- Motlhabaneng
- Motswedi Syndicate
- Mpugwa Farm
- N-one
- Nakatsanare
- Ngomme
- Nheke
- Nil Harveys Farm
- Nil Harveys Farm
- Nil Harveys Farm (Kinross's)
- Norfolk Farm
- Ntshutela
- Ntswai Tswai
- Number 2
- odumatau Farm (NEW)
- Oorwin Farm
- Opstrat
- Ox-Ford Farm
- Pavijo/Panja
- Pebane
- Peloebotlhoko
- Picorks Vally
- Pinare
- Radikgetsi
- Relekile
- Saltpits 2
- Saltpits Farm 1
- Sam Brooks
- Sams Pan
- Sekabe
- Selosesha
- Seritshane
- Seventy Five
- Sikamaje / Sekamatso
- Six Mile
- Sloca
- Sparwater Farm
- Springbok
- Stelerines
- Strongwater Farm
- swaing
- Taylors Pan
- Tekeletso/Boyabatho
- Thotaentsho
- Thotayaletsatsi
- Tobetsa Ranch 52 (farm)
- Tsabong Lands
- Tsaputsapu / Tjaputjapu
- Tshane
- Tshane-Tshane
- Tshetlhwane 1
- Tshetlhwane 2
- Tshololametsi
- Tshwaragano
- Tshwarakgama MK
- Tsong
- Tsope
- Tsuatsa
- Tswanese
- Tumi
- Tumu Farm
- Ukhwi
- Van Wyksris's Farm
- Velverden's Farm
- Welgewa Farm
- Welkom
- Welkom 2
- Welkom Farm 1
- Welte Vrede 1
- Welte Vrede's Farm 2
- Werda Lands
- Witbank
- Witpan